# Louis Jolliet

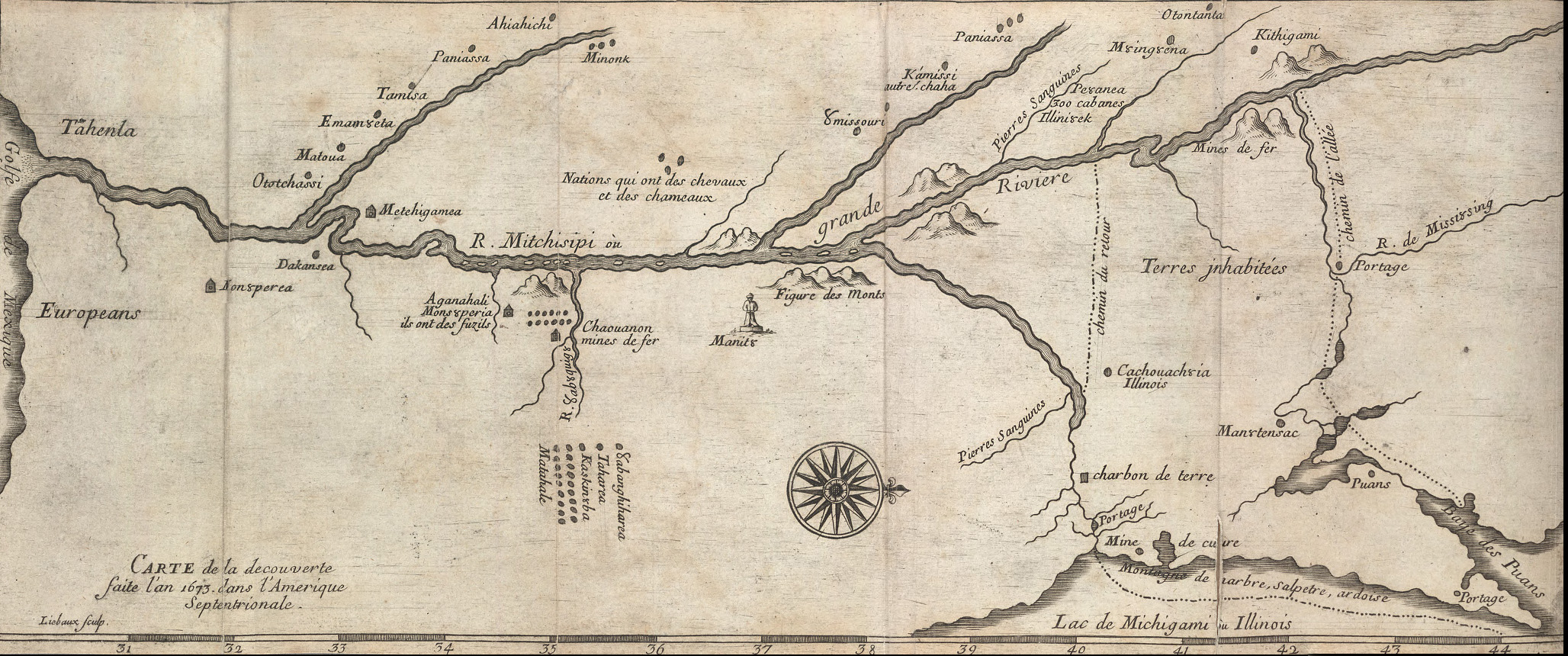
Marquettova a Jollietova mapa Mississippi (1681)

Louis Jolliet nebo také Joliet [luji žolije] (21. září 1645, Beaupré u Quebecu – v létě 1700 na Řece svatého Vavřince) byl francouzsko-kanadský obchodník s kožešinami, cestovatel, objevitel a kartograf. Spolu s jezuitským misionářem Jacquesem Marquettem byl prvním bělochem, který se plavil po řece Mississippi od jejího soutoku s Wisconsinem až k ústí řeky Arkansas, a řeky poměrně přesné zmapoval.

## Život
Jeho otec, povoláním kolář, brzy zemřel a matka si vzala úspěšného obchodníka, který měl pozemky na Orleánském ostrově na Řece sv.Vavřince. Louis zde v dětství často pobýval a naučil se jazyk domorodců. Vzdělání získal v jezuitské koleji v Nové Francii (nyní Québec, Kanada), kde se také seznámil s jezuitou a misionářem Otcem Marquettem. Studoval filosofii, teologii a také hudbu. Stal se dobrým cembalistou a varhaníkem a uvažoval o kněžské dráze. V roce 1667 ale odjel do Francie a když se v následujícím roce vrátil do Kanady, věnoval se obchodu s kožešinami.
V roce 1672 jej spolu s Marquettem pověřil guvernér Nové Francie, aby prozkoumali řeku Mississippi. Vypluli s dalšími pěti francouzsko-indiánskými míšenci na dvou kanoích z březové kůry 17. května 1673 z obce St. Ignace v průlivu Mackinac. Pluli podél pobřeží jezera Michigan až k ústí řeky Fox v Green Bay. Po ní pak pádlovali proti proudu až k rozvodí, kde své kanoe přenesli do řeky Wisconsin a po ní 17. června dorazili do jejího ústí do Mississippi. Po proudu Mississippi pak dopluli až k ústí řeky Arkansas, kterou také prozkoumali a zmapovali. Vedli si důkladné poznámky o krajině, možnostech lovu a sbírali informace od Indiánů. Ve vesnici přátelského kmene Quapawů, asi 60 km severně od současného města Arkansas, se od indiánů dozvěděli, že Mississippi teče do Mexického zálivu, nikoli do Tichého oceánu, jak doufali. Proto se vrátili po řece Illinois a přes zátoku Green Bay domů. Jejich cesta je popsána v Marquettově deníku, který se zachoval.
Jolliet později uskutečnil několik dalších výprav a zmapoval mj. pobřeží Labradoru a řadu kanadských řek. Tyto objevy a příslušné mapy mu zjednaly velký respekt nejen ve Francii, ale také v Anglii. V roce 1697 byl jmenován královským hydrografem Nové Francie. Zemřel po roce 1700, patrně někde na Řece sv. Vavřince.
Je po něm pojmenováno několik sídel v Kanadě i v USA.